# Campylobacter lari
Espèce
Campylobacter lari est une espèce de bactéries de la famille des Campylobacteraceae. Il s'agit de la troisième bactérie la plus courante de la gastro-entérite.

## Systématique
Le nom correct complet (avec auteur) de ce taxon est Campylobacter lari corrig. Benjamin et al. 1984.
Campylobacter lari a pour synonyme :
- Campylobacter laridis Benjamin et al. 1984 (variante orthographique)

### Sous-espèces
Deux sous-espèces sont reconnues par la LPSN (24 janvier 2025) :
- Campylobacter lari subsp. concheus Debruyne et al. 2009
- Campylobacter lari subsp. lari (Benjamin et al. 1984) Debruyne et al. 2009

### Étymologie
L'épithète spécifique lari est une déclinaison du latin larus, qui signifie « oiseau marin vorace, le miaulement, le goéland », pour signifier « d'un goéland ».

### Publication originale
- (en) J. Benjamin, S. Leaper, R. J. Owen et M. B. Skirrow, « Description ofCampylobacter laridis, a new species comprising the nalidixic acid resistant thermophilicCampylobacter (NARTC) group », Current Microbiology, vol. 8, no 4,‎ 1er juillet 1983, p. 231–238 (ISSN 1432-0991, DOI 10.1007/BF01579552, lire en ligne, consulté le 24 janvier 2025)